# Tomasz z Villanuevy
Święty Tomasz z Villanuevy, OSA, Tomás García Martínez (ur. 1486 w Fuenllanie - Prowincji Ciudad Real, zm. 8 września 1555 roku w Walencji) – święty Kościoła katolickiego, arcybiskup Walencji, pisarz religijny, działacz charytatywny.

## Życiorys
Tomasz urodził się w rodzinie szlacheckiej Alfonsa Tomasza Garcia i Łucji Martínez Castellanos w Królestwie Kastylii, wynosząc z domu wraz z wychowaniem miłosierdzie dla biednych.
Studia filozoficzno-teologiczno-humanistyczne na Uniwersytecie w Alcalá de Henares rozpoczął w 1502 roku. Uzyskał stopień magistra sztuk wyzwolonych w założonym przez kardynała Franciszka Jiméneza Kolegium św. Ildefonsa. Po ukończeniu studiów (1512 roku) został profesorem filozofii na Uniwersytecie, a w 1516 roku odmówił zaproszeniu do prowadzenia wykładów w Salamance, gdyż 21 listopada wstąpił do nowicjatu augustianów.
W 1518 roku przyjął święcenia kapłańskie i rozpoczął działalność duszpasterską. Zasłynął jako kaznodzieja. Posłuszeństwo regule zakonu i aktywność w życiu wspólnoty zaowocowały piastowaniem stanowisk przełożonego w Salamance, Burgos i Valladolid. Jako wizytator prowincji kastylijskiej dokonał jej reformy. W następnych latach pełnił obowiązki prowincjała w prowincji andaluzyjskiej i kastylijskiej. Wykładał teologię na Uniwersytecie w Salamance w Kolegium augustiańskim, a w październiku 1544 na wniosek króla Karola V Habsburga papież Paweł III powołał go na stolicę biskupią Walencji, na której zasiadł z tytułem arcybiskupa.
Żyjąc w ubóstwie cieszył się wielkim zaufaniem współbraci i stał się godnym naśladowania przykładem pobożności i prostoty. Tomasz był autorem komentarzy do Pieśni nad pieśniami, kazań maryjnych i sześciu utworów o charakterze ascetyczno-kaznodziejskim w języku kastylijskim. Jego dzieła – sześć tomów Opera omnia (po łacinie) zostały opublikowane w Manili w 1881 roku. Określany był mianem „Apostoła Hiszpanii”.
Kanonizacji Tomasza z Villanuevy dokonał w 1658 roku papież Aleksander VII.
Wspomnienie liturgiczne obchodzone jest w dies natalis (8 września) i 22 września.